# Österreichisches Ensemble für Neue Musik
Das Österreichische Ensemble für Neue Musik (OENM, Eigenschreibweise œnm . œsterreichisches ensemble fuer neue musik) ist ein Ensemble für neue und zeitgenössische Musik mit Sitz in Salzburg.

## Geschichte
Das œnm . œsterreichisches ensemble fuer neue musik zählt zu den traditionsreichsten europäischen Ensembles für die Interpretation der Musik des 20. und 21. Jahrhunderts. 
Aus einer glücklichen Konstellation – dem Zusammentreffen von aktiv musizierenden Komponisten und an aktueller Musik interessierten Instrumentalisten – formierte sich 1975 in Salzburg eine kleine Gruppe, die sich im Laufe der Jahre und nach mehreren hundert Uraufführungen zu einem Solistenensemble mittlerer Größe gewandelt hat. Was zunächst dem persönlichen Wunsch der Gründer entsprach, wurde tatsächlich Programm, ebenso beständig wie wandelbar: die Erarbeitung, Aufführung und Vermittlung aktueller Musik insbesondere in Stadt und Land Salzburg, aber auch auf internationalen Podien.
Seit 1997 steht für das œnm die Zusammenarbeit mit Johannes Kalitzke als Erstem Gastdirigenten künstlerisch im Vordergrund. Die langjährige Verbindung mit Künstlerinnen und Künstlern wie Aureliano Cattaneo, Tito Ceccherini, Pascal Dusapin, Titus Engel, Margareta Ferek-Petrik, Beat Furrer, Erin Gee, Sara Glojnarić, Georg Friedrich Haas, Toshio Hosokawa, Alexandra Karastoyanova-Hermentin, Vasilikí Krimitzá, Helmut Lachenmann, Andor Losonczy, Hossam Mahmoud, Elena Mendoza, Sarah Nemtsov, Franck Ollu, Enno Poppe, Steve Reich, Wolfgang Rihm, Peter Rundel, Peter Ruzicka, Oswald Sallaberger, José María Sánchez-Verdú, Salvatore Sciarrino oder Mathias Spahlinger hat das Ensemble maßgeblich geprägt. 
Das œnm gastierte regelmäßig bei den Salzburger Festspielen und den Bregenzer Festspielen, bei Wien Modern, dem Festival Dialoge der Internationalen Stiftung Mozarteum, den Osterfestspielen Salzburg oder den Klangspuren Schwaz, aber auch bei den Dresdner Tagen der zeitgenössischen Musik, dem Festival Ultraschall Berlin, der Münchner Biennale, dem Kunstfest Weimar, in der Elbphilharmonie und beim Warschauer Herbst.
Seit 2011 bietet das œnm im intimen Rahmen des Salzburger Künstlerhauses sogenannte „Atelierkonzerte“ an, bei denen ein unmittelbarer Kontakt zum Publikum hergestellt wird. 2012 wurde es dafür mit dem Bank Austria Kunstpreis für Musikvermittlung ausgezeichnet. Bild- und Tonträger mit dem œnm sind bei NEOS, KAIROS, cpo, der Deutschen Grammophon und beim ORF erschienen.

## Kritiken
„…Dieses seit 1975 bestehende Ensemble hat sich besonders in den letzten zehn Jahren zu einem Spitzenensemble der Neuen Musik entwickelt, das sich auch vor den berühmtesten Konkurrenzvereinigungen in Frankfurt oder Wien nicht zu verstecken braucht.“